# Pearson (Fernsehserie)

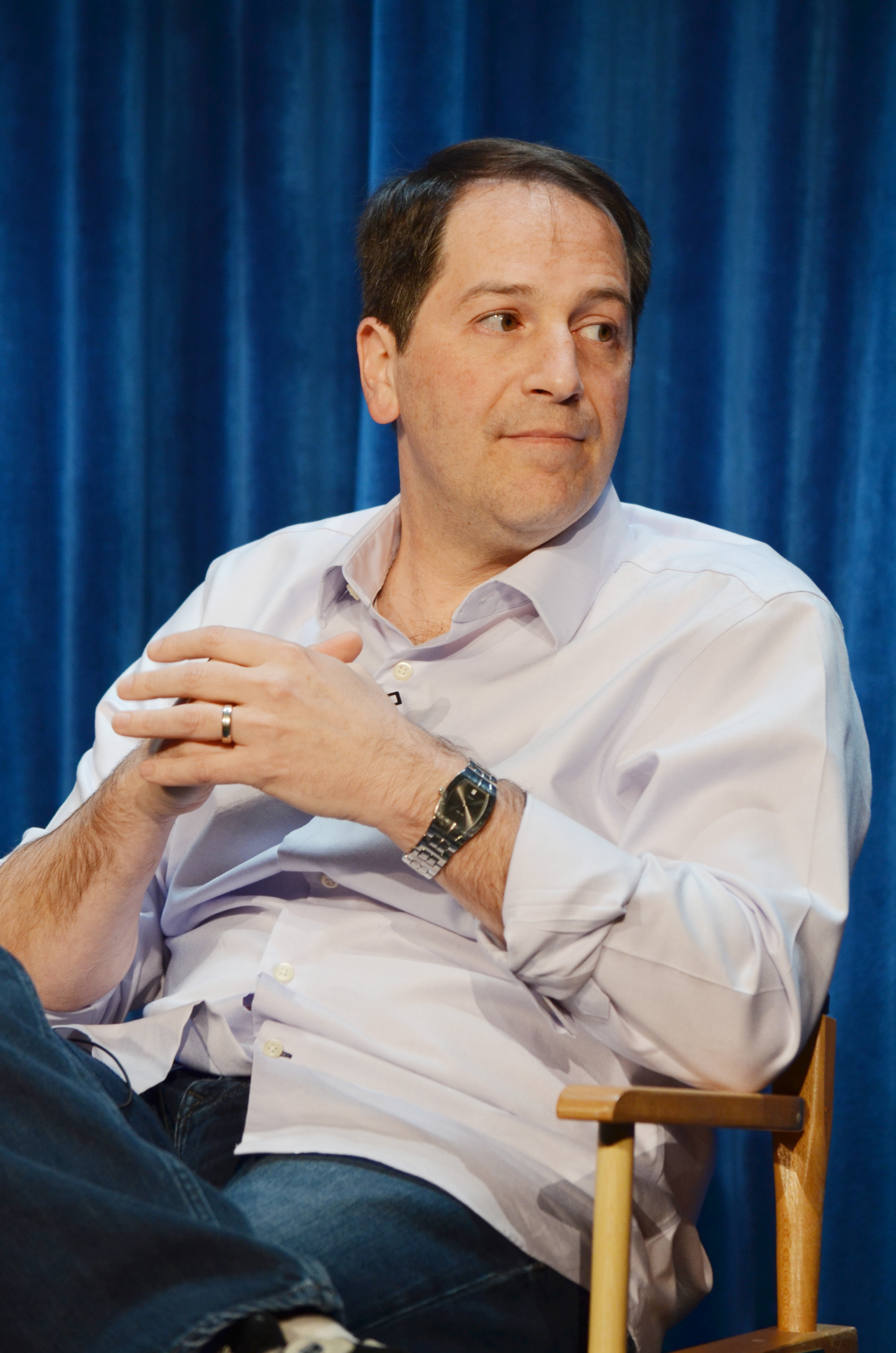
Aaron Korsh, Schöpfer, Showrunner und Executive Producer der Serie

Pearson ist eine US-amerikanische Anwalts- und Politikserie mit Gina Torres in der Hauptrolle. Es ist ein Spin-off der Serie Suits. Die Erstausstrahlung erfolgte in den USA am 17. Juli 2019 beim US-Kabelsender USA Network. Die Serie wurde nach Ausstrahlung der zehn Folgen umfassenden ersten Staffel abgesetzt. Die deutsche Erstausstrahlung startete am 21. September 2020 auf Universal TV.

## Handlung
Jessica Pearson hat mittlerweile die Anwaltsfirma Pearson-Specter-Litt verlassen, zudem wurde ihr die Zulassung als Anwältin im Bundesstaat New York entzogen. Sie beschließt, in Chicago neu anzufangen.

## Produktion

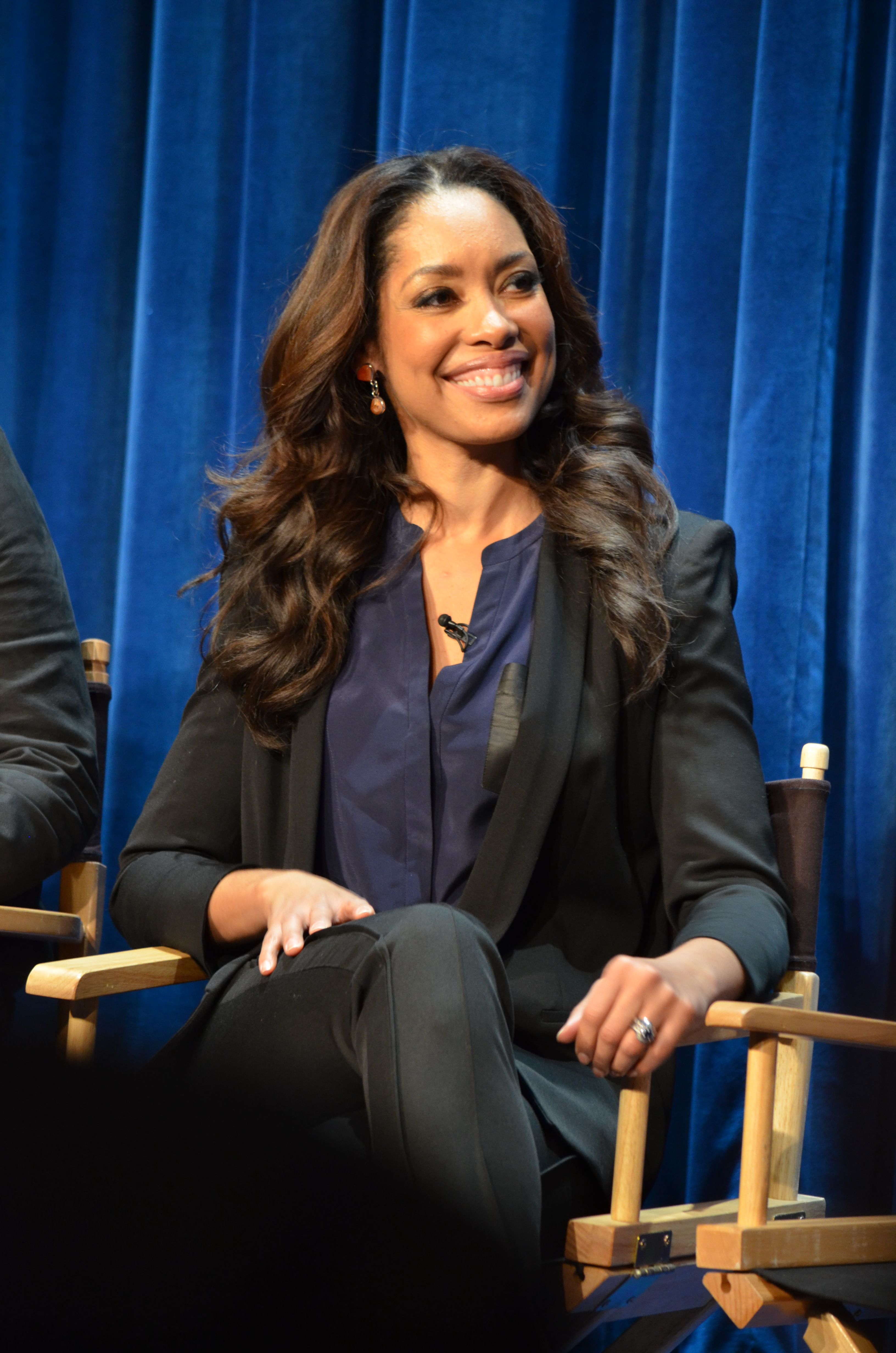
Gina Torres spielt die Hauptrolle der Jessica Pearson

Am 22. Februar 2017 wurde bekannt, dass USA Network eine Spin-off-Serie zu Suits um die Figur Jessica Pearson entwickelt, die von Gina Torres gespielt wird. Im März 2017 wurde bekannt, dass Gina Torres den Vertrag unterzeichnet habe und die Serie zusammen mit Aaron Korsh und Daniel Arkin auch produzieren werde.
Im November 2017 wurde bekannt gegeben, dass die Schauspieler Rebecca Rittenhouse und Morgan Spector sich der Serie anschließen werden. Im September 2018 wurde Rittenhouse durch Bethany Joy Lenz ersetzt.
Die letzte Folge der siebten Staffel von Suits dient als Backdoor-Pilot für die Spin-off-Serie. Der offizielle Titel der Serie lautet Pearson.

## Besetzung und Synchronisation
Die deutschsprachige Synchronisation wurde von der Synchronfirma Interopa Film in Berlin erstellt. Verantwortlich für die Dialogregie und für die Dialogbücher war Florian Krüger-Shantin.

### Hauptbesetzung
| Rolle                     | Schauspieler      | Auftritte | Synchronsprecher |
| ------------------------- | ----------------- | --------- | ---------------- |
| Jessica Pearson           | Gina Torres       | 1.01–1.10 | Alexandra Wilcke |
| Keri Allen                | Bethany Joy Lenz  | 1.01–1.10 | Andrea Cleven    |
| Nick D’Amato              | Simon Kassianides | 1.01–1.10 | Sven Gerhardt    |
| Derrick Mayes             | Eli Goree         | 1.01–1.10 | Tobias Schmidt   |
| Angela Cook               | Chantel Riley     | 1.01–1.10 | Runa Aléon       |
| Bürgermeister Bobby Novak | Morgan Spector    | 1.01–1.10 | Frank Schaff     |
| Yoli Castillo             | Isabel Arraiza    | 1.01–1.10 | Leonie Dubuc     |

### Nebenbesetzung und Gastdarsteller
| Rolle           | Schauspieler/in  | Auftritte                        | Synchronsprecher                                            |
| --------------- | ---------------- | -------------------------------- | ----------------------------------------------------------- |
| Jeff Malone     | D. B. Woodside   | 1.01, 1.03–1.04, 1.06–1.07, 1.10 | Oliver Feld                                                 |
| Pat McGann      | Wayne Duvall     | 1.01, 1.03–1.07, 1.09–1.10       | Frank Ciazynski (Folge 1) Reinhard Scheunemann (Folge 3–10) |
| Lillian Cook    | Juanita Jennings | 1.01–1.04, 1.06, 1.08–1.10       | Kerstin Sanders-Dornseif                                    |
| Stephanie Novak | Betsy Brandt     | 1.02–1.03, 1.06, 1.08–1.09       | Heide Domanowski                                            |
| Chuck Hargrove  | Jim O’Heir       | 1.03, 1.07, 1.10                 | Frank Ciazynski                                             |
| Harvey Specter  | Gabriel Macht    | 1.05                             | Patrick Winczewski                                          |
| Louis Litt      | Rick Hoffman     | 1.08                             | Florian Krüger-Shantin                                      |

## Episodenliste
| Nr. | Deutscher Titel         | Originaltitel        | Erstausstrahlung USA | Deutschsprachige Erstausstrahlung (D) | Regie                      | Drehbuch        | Zuschauer (USA) |
| --- | ----------------------- | -------------------- | -------------------- | ------------------------------------- | -------------------------- | --------------- | --------------- |
| 1   | Aller Anfang ist schwer | The Alderman         | 17. Juli 2019        | 21. Sep. 2020                         | Kevin Bray                 | Daniel Arkin    | 0,57 Mio.       |
| 2   | Frühstück Bei Jessica   | The Superintendent   | 24. Juli 2019        | 21. Sep. 2020                         | Silver Tree                | Sonay Hoffman   | 0,56 Mio.       |
| 3   | Stadtratpoker           | Inside Track         | 31. Juli 2019        | 28. Sep. 2020                         | Alexis Ostrander           | Chris Downey    | 0,47 Mio.       |
| 4   | Die Beichte             | Dirty Little Secrets | 7. Aug. 2019         | 28. Sep. 2020                         | Salli Richardson-Whitfield | Lauren Herstik  | 0,55 Mio.       |
| 5   | Das Angebot             | Bail Out             | 14. Aug. 2019        | 5. Okt. 2020                          | Mark Polish                | Sylvia L. Jones | 0,47 Mio.       |
| 6   | Der Besuch              | Tricks of the Trade  | 21. Aug. 2019        | 5. Okt. 2020                          | Emile Levisett             | Jameal Turner   | 0,53 Mio.       |
| 7   | Schuld und Wahrheit     | Play the Man         | 28. Aug. 2019        | 12. Okt. 2020                         | Kevin Bray                 | Sonya Hoffman   | 0,44 Mio.       |
| 8   | Mütter lügen nicht      | Identity Crisis      | 4. Sep. 2019         | 12. Okt. 2020                         | Kevin Bray                 | Sonay Hoffman   | 0,51 Mio.       |
| 9   | Der Auftrag             | The Rival            | 11. Sep. 2019        | 19. Okt. 2020                         | Mark Tonderai              | Chris Downey    | 0,54 Mio.       |
| 10  | Das Geständnis          | The Fixer            | 18. Sep. 2019        | 19. Okt. 2020                         | Kevin Bray                 | Daniel Arkin    | 0,49 Mio.       |